# Simone de Oliveira
Simone de Macedo e Oliveira, conocida como Simone de Oliveira, (Lisboa, 11 de febrero de 1938) es una cantante y actriz de teatro y televisión portuguesa. 

## Trayectoria
De Oliveira nació en Lisboa. De padre portugués y madre belga, por línea paterna tenía ascendencia en Santo Tomé y Príncipe. A los 19 años contrajo matrimonio, divorciándose dos meses después. Volvió a casa de sus padres y cayó en una depresión, y por recomendación médica se matriculó en una escuela de música y canto para superar la enfermedad.
De Oliveira inició su carrera en 1958, al participar en el primer "Festival de la Canción Portuguesa". A lo largo de su carrera ha representado a Portugal en el Festival de Eurovisión en dos ocasiones. La primera en el Festival de la Canción de Eurovisión 1965, celebrado en Nápoles el 20 de marzo, con la canción "Sol de inverno", que acabó con 1 punto y en 13.ª posición. La segunda vez fue en el Festival de la Canción de Eurovisión 1969, celebrado en Madrid el 29 de marzo, con la canción "Desfolhada", que obtuvo 4 puntos y acabó en 15.ª posición. La baja puntuación recibida, vista como injusta por la delegación portuguesa, unido al cuádruple empate en la primera posición, llevaron a los portugueses a no participar en el Festival de Eurovisión 1970.
En 1980 participó en el Festival de la OTI celebrado en Buenos Aires con la canción A tua espera, donde terminó en décima posición.
En 1988 superó un cáncer de mama.
En marzo de 2022 celebró un concierto de despedida de sus 65 años de carrera en el Coliseo de Lisboa.

## Reconocimientos
En 1997 fue nombrada Gran Oficial de la Orden del Infante Don Enrique. En 2015, fue condecorada con la Gran Cruz de la Orden del Infante Don Enrique por el Presidente de la República de Portugal Aníbal Cavaco Silva.
En 2022, Simone de Oliveira fue homenajeada con un mural en el barrio de Alvalade de Lisboa que fue pintado por su nieto, el arquitecto y grafitero portugués André Mano.
El 27 de mayo de 2022 recibió la Gran Cruz de la Orden del Mérito.

## Discografía

### Álbumes
- Recordando (LP, VC, 1970)
- Simone (LP, Alvorada, 1978)
- Antologia da Música Portuguesa (LP, EMI, 1981)
- Ao Vivo No Hotel Altis (LP, Alvorada, 1981)
- Simone (LP, Polygram, 1981)
- Simone, Mulher, Guitarra (LP, Polygram, 1984)
- O Melhor de Simone (LP, EMI)
- Algumas Canções do Meu Caminho (2CD, BMG, 1992)
- Simone Me Confesso (2CD, 1997)
- Intimidades (CD, Vidisco, 2004)
- Perfil (2CD, iPlay/VC, 2008)
- Pedaços de mim (CD, GET!RECORDS, 2013)

## Filmografía

### Televisión
Simone de Oliveira ha participado en varias telenovelas y en series televisivas:
- Roseira brava (RTP1)
- Vidas de sal (RTP1)
- Filhos do Vento (RTP1)
- Senhora das águas (RTP1)
- Morangos com Açúcar (TVI)
- Tu e Eu (TVI)
- Vila Faia (RTP1)
- Remédio Santo (TVI)

### Cine
- 1964: A Canção da Saudade
- 1967: Operação diamante
- 1976: Cântico final
- 1982: A estrangeira